# Polyspilota seychelliana
Polyspilota seychelliana es una especie de mantis de la familia Mantidae. Actualmente se encuentra en peligro de extinción.

## Distribución geográfica
Se encuentra en las islas Seychelles.